# Dina Rajs

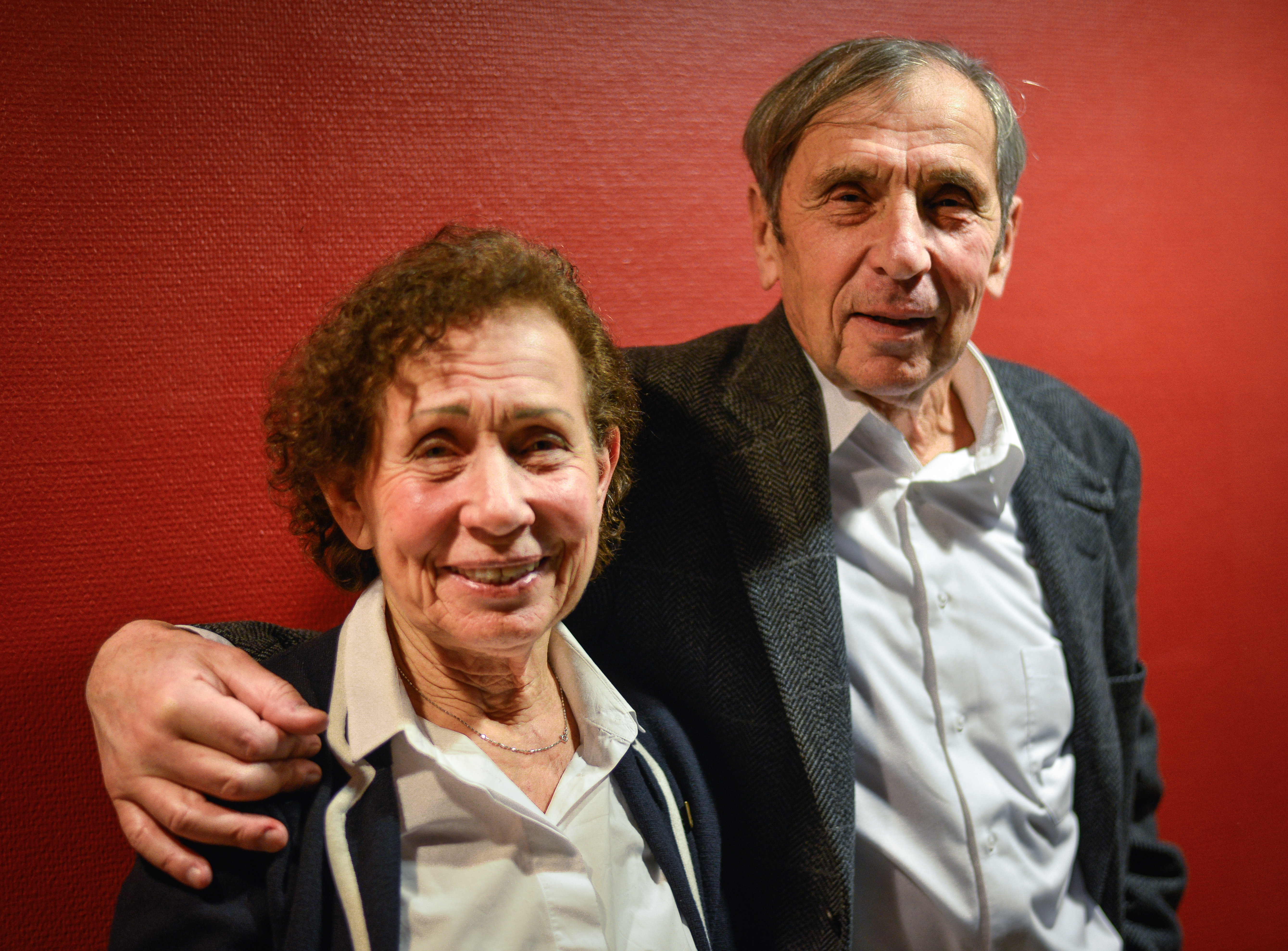
Dina Rajs med maken Jovan Rajs i samband med deras föreställning "Har du träffat Hitler?" på TeaterStudio Lederman i Stockholm 2015.

Mirjam Dina Rajs, född 26 maj 1938 i Zagreb i Jugoslavien, är en svensk arkitekt, författare och förintelseöverlevare.
Hon är gift med läkaren i rättsmedicin Jovan Rajs och har två barn. Makarna Rajs erhöll 2020 Raoul Wallenbergpriset för sitt arbete med att sprida kunskap om Förintelsen.